# Bark at the moon tour '84
Bark at the moon tour '84 är en konsertfilms-DVD med Ozzy Osbourne som spelades in under Bark at the moon tour 1984 och släpptes 2008.

## Låtlista
1. Intro
2. I Don't Know
3. Mr. Crowley
4. Rock And Roll Rebel
5. Bark At The Moon
6. Revelation (mother Earth)
7. Steal Away
8. Centre Of Eternity
9. Drum Solo
10. Flying High Again
11. Iron Man
12. Crazy Train
13. Paranoid